# Гуляев, Сергей Александрович
 Сергей Александрович Гуляев  (род. 22 августа 1951, Свердловск) — советский, российский и новозеландский учёный и педагог в области астрофизики, доктор физико-математических наук (1995), профессор (1996). Профессор Оклендского технологического университета в Новой Зеландии. Член Королевского Астрономического общества (1996).

## Биография
Родился 22 августа 1951 года в Свердловске.
С 1969 по 1974 годы проходил обучение на физическом факультете Московского государственного университета, по окончании которого получил специализацию астрофизика.
С 1975 года начал свою научно-исследовательскую и педагогическую деятельность на физическом факультете Уральского государственного университета и Коуровской астрономической обсерватории имени К. А. Бархатовой: с 1975 по 1976 годы — инженер, младший научный сотрудник, с 1976 по 1982 годы — ассистент, с 1982 по 1987 годы — старший преподаватель и одновременно с 1980 по 1983 годы занимал должность — заведующего учебной обсерваторией при физическом факультете. С 1987 по 1996 годы — доцент, с 1992 по 1998 годы — заведующий кафедрой астрономии и геодезии и с 1996 по 1999 годы являлся — профессором этой кафедры, являлся разработчиком курсов лекций по вопросам связанным с физикой межзвёздной среды, теоретической астрофизики и общей астрономии. В 1999 году «За создание новых учебников по естественно-научным дисциплинам» С. А. Гуляев был удостоен первой премии Всероссийского конкурса по созданию общей и естественно-научной литературы.
В 1981 году С. А. Гуляев защитил диссертацию на соискание учёной степени — кандидата физико-математических наук по теме: «К теории формирования спектральных линий возбужденного водорода в космической плазме», в 1995 году — доктора физико-математических наук по теме: «Формирование спектральных линий высоковозбужденных атомов в рекомбинирующей космической плазме». В 1996 году С. А. Гуляеву было присвоено учёное звание — профессора.
Основная научная деятельность посвящена вопросам газовых туманностей и физике межзвёздной среды, основная исследовательская деятельность связана с вопросами рекомбенирующей космической плазмы и формированием спектральных линий высоковозбуждённых атомов. Помимо основной деятельности был членом проблемных групп Астрономического совета АН СССР. Являлся одним из организаторов Всесоюзной студенческой школы по вопросам астрономии.
С 1996 года являлся членом Королевского Астрономического общества. С 1999 года переехал в Новую Зеландию, работает профессором Оклендского технологического университета и занимается научно-исследовательской работой в должности заместителя директора Центра по исследованиям Земли и Океана.

## Основные труды
Основной источник:
- К теории формирования спектральных линий возбужденного водорода в космической плазме / Свердловск, 1981. — 175 с.
- Рекомбинационные радиолинии: физическая энциклопедия / М.: Т. 4. — 1994. — С.20-21
- Теоретическая астрофизика / С. А. Гуляев; Урал. гос. ун-т им. А. М. Горького. — Свердловск: УрГУ, 1987. — 85 с.
- Формирование спектральных линий высоковозбужденных атомов в рекомбинирующей космической плазме / Екатеринбург, 1995. — 248 с.
- Астрономо-геодезические исследования. Некоторые задачи наблюдательной астрономии / Урал. гос. ун-т им. А. М. Горького; Редкол.: С. А. Гуляев (отв. ред.) и др. — Екатеринбург: УрГУ, 1997. — 179 с. — ISBN 5-230-06800-0
- Основы естествознания: Учебное пособие для студентов вузов, обучающихся по гуманитарным направлениям и специальностям / С. А. Гуляев, В. М. Жуковский, С. В. Комов; М-во образования Рос. Федерации. Урал. гос. ун-т им. А. М. Горького. — 3. изд., испр. и доп. — Екатеринбург: УралЭкоЦентр, 2000. — 540 с. — ISBN 5-89649-017-8

## Награды
- Медаль Академии наук СССР за лучшую работу молодого учёного (1984 — За научную работу «Исследование рекомбинационных спектральных линий водорода в космической плазме»)
- Серебряная медаль ВДНХ (1987 — «За разработку определения метода скоростей расширения — сжатия радиоисточников по определению скоростей расширения ряда межзвёздных туманностей, изменению лучевых скоростей рекомбинированных радиолиний с ростом частоты»)